# Jean Mourgues
Pour les articles homonymes, voir Mourgues.
Jean Mourgues né le 4 septembre 1919 à Salon de Provence et mort le 20 juin 1990 à Menton est un franc-maçon du Grand Orient de France , initié à la loge l’Unité Salon-de-Provence en 1937.
Il a longtemps appartenu à la loge les Arts et l'Amitié dont il fut vénérable à plusieurs reprises de 1961 à 1964, puis de 1965 à 1968. Il dirigea également durant de longues années le Grand Collège des Rites.
Professeur de philosophie, puis principal il a rédigé de nombreux ouvrages maçonniques.

## Publications
- Le Choix de l'Homme. Une pensée maçonnique au quotidien, PUF, 1990 (ISBN 978-2-13-043247-0)
- Franc-maçonnerie, individu, communauté, Detrad-Avs, 1993 (ISBN 978-2-905319-21-0)
- La Pensée maçonnique. Une sagesse pour l'Occident, PUF, 1995, 282 p. (ISBN 978-2-13-045800-5)
- De la Franc-maçonnerie, ou le Discours de Nîmes, EDIMAF, 1996 (ISBN 978-2-903846-28-2)
- Religion Révélation Initiation : Certitudes illusoires, Dervy, 2002 (ISBN 978-2-84454-188-8)